# Joe Cottrill
William «Joe» Cottrill (Reino Unido, 14 de octubre de 1888-26 de octubre de 1972) fue un atleta británico, especialista en la prueba de 3000 m por equipo en la que llegó a ser medallista de bronce olímpico en 1912.

## Carrera deportiva
En los JJ. OO. de Estocolmo 1912 ganó la medalla de bronce en los 3000 m por equipo, logrando 23 puntos, tras Estados Unidos (oro) y Suecia (plata), siendo sus compañeros de equipo George Hutson, Cyril Porter, Edward Owen y William Moore.